# ماري سيسيل ألين
ماري سيسيل ألين (بالإنجليزية: Mary Cecil Allen)‏ هي رسامة وكاتِبة أسترالية، ولدت في 2 سبتمبر 1893 في ملبورن في أستراليا، وتوفيت في 7 أبريل 1962 في Provincetown, Massachusetts ‏ في الولايات المتحدة.